# Trichosporon inkin
Trichosporon inkin (Oho) Carmo Souza & Uden – gatunek mikroskopijnych grzybów podstawkowych z rzędu Trichosporonales. Grzyb chorobotwórczy powodujący grzybicę włosów o nazwie piedra biała.

## Systematyka i nazewnictwo
Pozycja w klasyfikacji według Index Fungorum: Trichosporon, Trichosporonaceae, Trichosporonales, Incertae sedis, Tremellomycetes, Agaricomycotina, Basidiomycota, Fungi.
Po raz pierwszy opisał go w 1926 r. Ohosava Hiroshi, nadając mu nazwę Sarcinomyces inkin. W 1967 r. Lidia do Carmo Souza i N. van Uden przenieśli go do rodzaju Trichosporon. Pozostałe synonimy: Sarcinosporon inkin (Oho) D.S. King & S.C. Jong 1975:

## Charakterystyka
Trichosporon inkin jest drugim co do częstości występowania patogenem powodującym grzybice włosów. Zaliczany jest do drożdży podstawkowych tworzących zarówno formę strzępkową, jak i drożdżową. Znany jest wyłącznie z bezpłciowej formy anamorficznej. Występuje jako naturalna część mikrobioty skóry ludzi i innych zwierząt, czasami jednak przechodzi, w formę pasożytniczą, która powoduje grzybicę włosów.
T. inkin jest najczęściej związany z piedrą białą, ale jest także jednym z gatunków odpowiedzialnych za trichosporonozę. Można go odróżnić od Trichosporon ovoides po tym, że nie tworzy artrokonidiów oraz po miejscu występowania: u chorych na piedrę białą T. ovoides jest izolowany głównie z włosów głowy, a T. inkin głównie z włosów pachwinowych.